# São Salvador do Tocantins
São Salvador do Tocantins là một đô thị thuộc bang Tocantins, Brasil. Đô thị này có diện tích 1422,025 km², dân số năm 2007 là 3012 người, mật độ 2,12 người/km².